# Cal Air International
Cal Air International (ursprünglich British Caledonian Airways Charter, ab 1988 Novair International Airways) war eine britische Charterfluggesellschaft, die ihren Betrieb im Jahr 1990 eingestellt hat.

## Geschichte

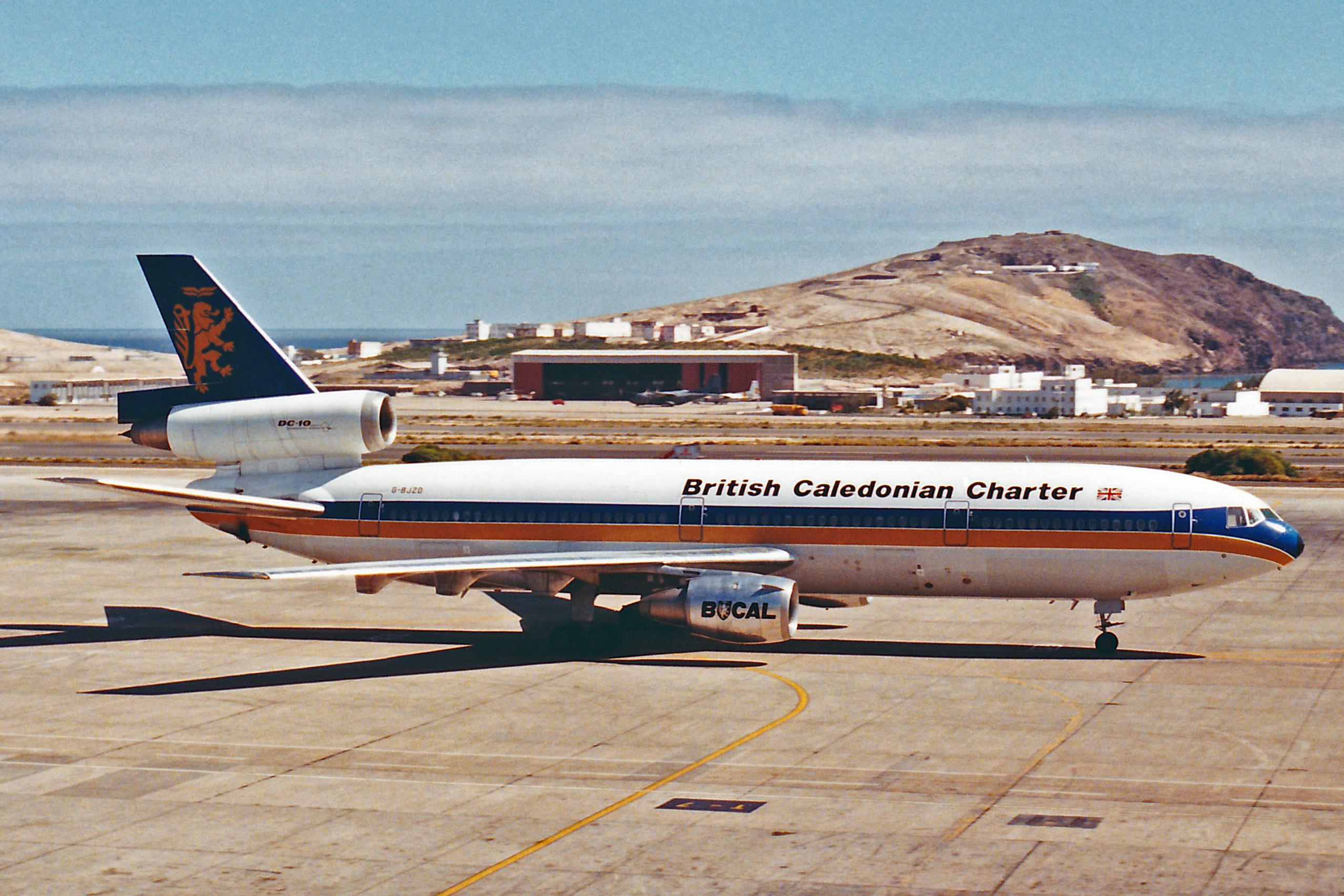
Eine McDonnell Douglas DC-10-10 der British Caledonian Airways Charter im Jahr 1985 auf dem Flughafen Las Palmas

Im Februar 1982 meldete die britische Charterfluggesellschaft Laker Airways Insolvenz an, wodurch den britischen Reiseveranstaltern Blue Sky, OSL und Wings, die zum Touristikkonzern Rank Leisure Group gehörten, Transportkapazitäten fehlten. Um die bereits geschlossenen Charterverträge erfüllen zu können, beauftragte Rank Leisure die British Caledonian Airways mit der Durchführung der Charterdienste, obwohl diese bis dahin nur im Linienverkehr tätig war. Die Fluggesellschaft leaste ab März 1982 zwei mit 380 Sitzplätzen ausgestattete McDonnell Douglas DC-10-10, die zuvor bei Laker Airways in Einsatz standen und nahm mit diesen im selben Monat den Charterverkehr vom Flughafen London-Gatwick auf. Die IT-Charterflüge für Rank Leisure erfolgten zunächst unter dem Markenauftritt der British Caledonian Airways.
Im Dezember 1982 entschlossen sich Rank Leisure  und British Caledonian Airways zu einer langfristigen Zusammenarbeit und gründeten hierzu die Fluggesellschaft British Caledonian Airways Charter, an der beide Unternehmen je zur Hälfte beteiligt waren. Die zwei Douglas DC-10 wurden der neuen Gesellschaft überstellt und trugen ab März 1983 die Rumpfaufschrift British Caledonian Charter, zeitweise auch BCA Charter. Im ersten Geschäftsjahr beförderte das Unternehmen 420.000 Fluggäste. Überwiegend wurden touristische Zielorte am Mittelmeer sowie Portugal und die Kanarischen Inseln angeflogen. Daneben führte die Gesellschaft Langstreckencharter nach Gambia, Kanada und in die USA durch. Um das Unternehmen im Außenauftritt deutlicher von der Fluglinie British Caledonian Airways abzugrenzen, wurde es im Oktober 1985 in Cal Air International umfirmiert. Parallel dazu erhielten die Maschinen eine neue Farbgebung. Eine dritte Douglas DC-10-10 kam ab Frühjahr 1986 zum Einsatz. Im Mai 1987 bestellte die Gesellschaft zwei Boeing 737-400, deren Auslieferung im Frühjahr 1989 erfolgte.

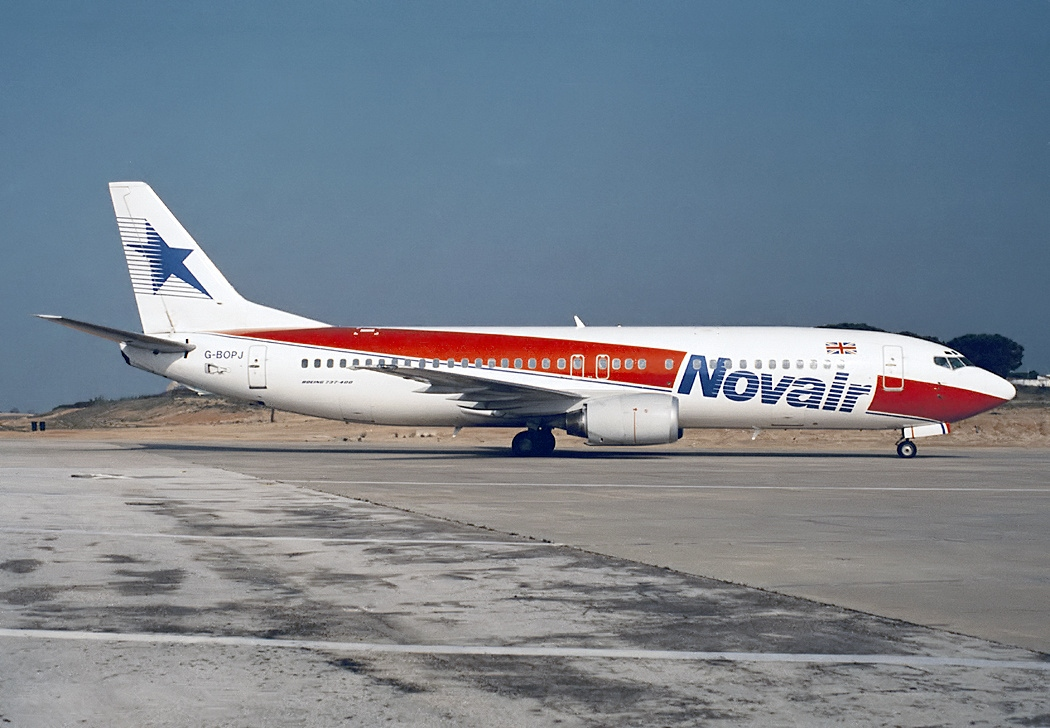
Eine Boeing 737-400 der Novair International Airways auf dem Flughafen Faro

Am 16. Juli 1987 wurde British Caledonian Airways von British Airways aufgekauft, wodurch auch die 50-prozentige Beteiligung an der Cal Air International in ihren Besitz überging. British Airways veräußerte die übernommenen Anteile am 25. Mai 1988 an die Rank Group, die dadurch zum Alleineigentümer des Unternehmens wurde. Zunächst setzte Cal Air International ihren Betrieb mit den drei vorhandenen DC-10 unter dem bisherigen Markennamen fort. Um Verwechslungen mit der von Britisch Airways betriebenen Charterfluggesellschaft Caledonian Airways auszuschließen, firmierte die Rank Group das Unternehmen im Dezember 1988 zur Novair International Airways um. Die Fluggesellschaft geriet Ende 1989 in wirtschaftliche Schwierigkeiten, nachdem die Nachfrage im britischen Urlaubsreiseverkehr um 20 Prozent eingebrochen war. Im Februar 1990 bot sie ihre zwei Boeing 737 zum Verkauf an. Gleichzeitig suchte die Rank Group nach einem Investor, der die Gesellschaft übernehmen sollte, fand jedoch keine Interessenten. Die Einstellung des Flugbetriebs erfolgte am 5. Mai 1990.

## Flotte

### Flotte bei Betriebseinstellung
Zum Zeitpunkt der Betriebseinstellung bestand die Flotte des Unternehmens aus zwei Boeing 737 und drei Douglas DC-10.

### Zuvor eingesetzte Flugzeuge
- Boeing 737-400 (betrieben von Novair International Airways)
- McDonnell Douglas DC-10-10 (betrieben von Cal Air International und Novair International Airways)